# Elbhochwasser 2006

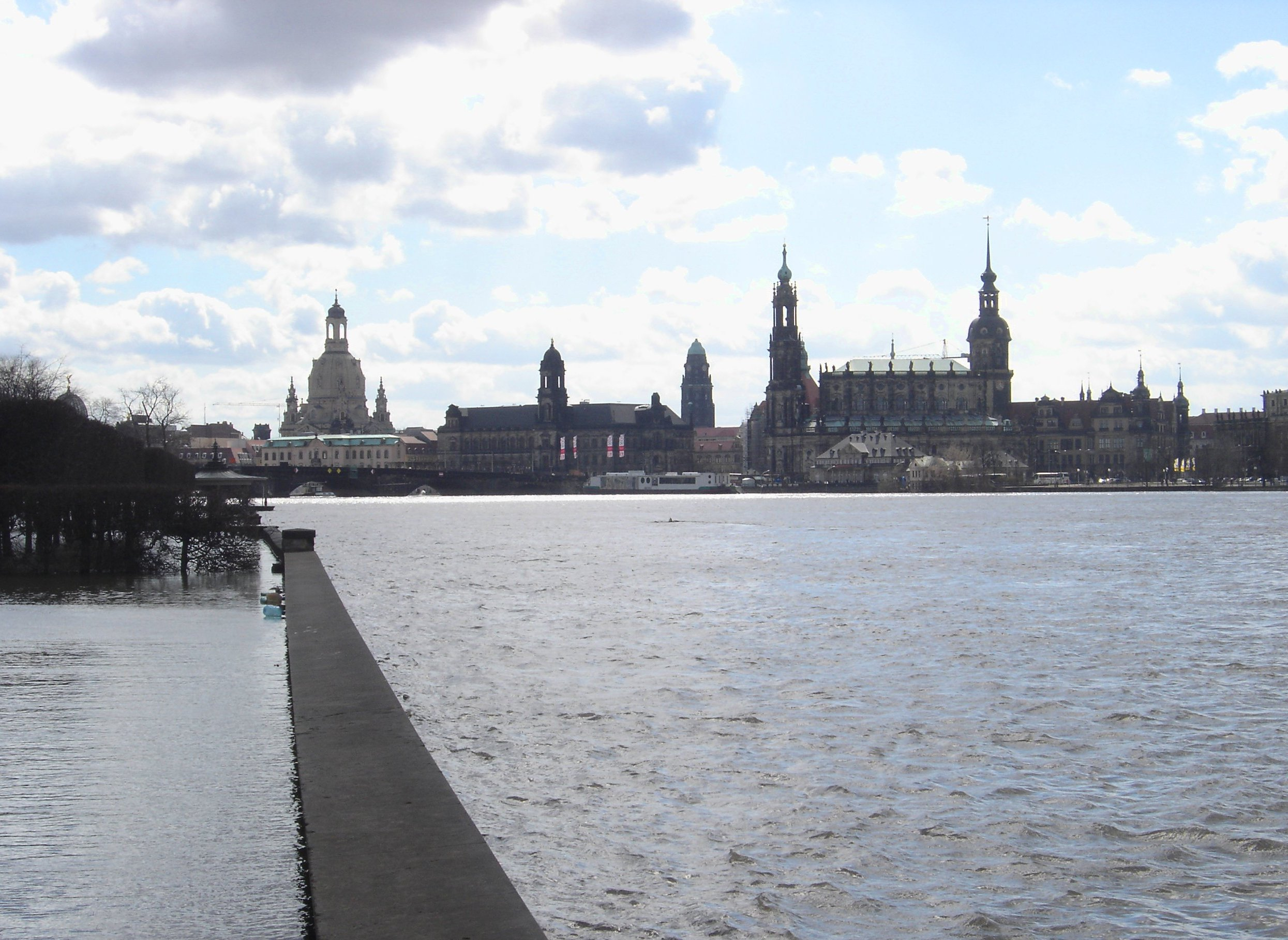
Elbe am 3. April in Dresden bei etwa 7,40 Meter – In Dresden blieb das Hochwasser unter der bedrohlichen Marke von 8 Metern.

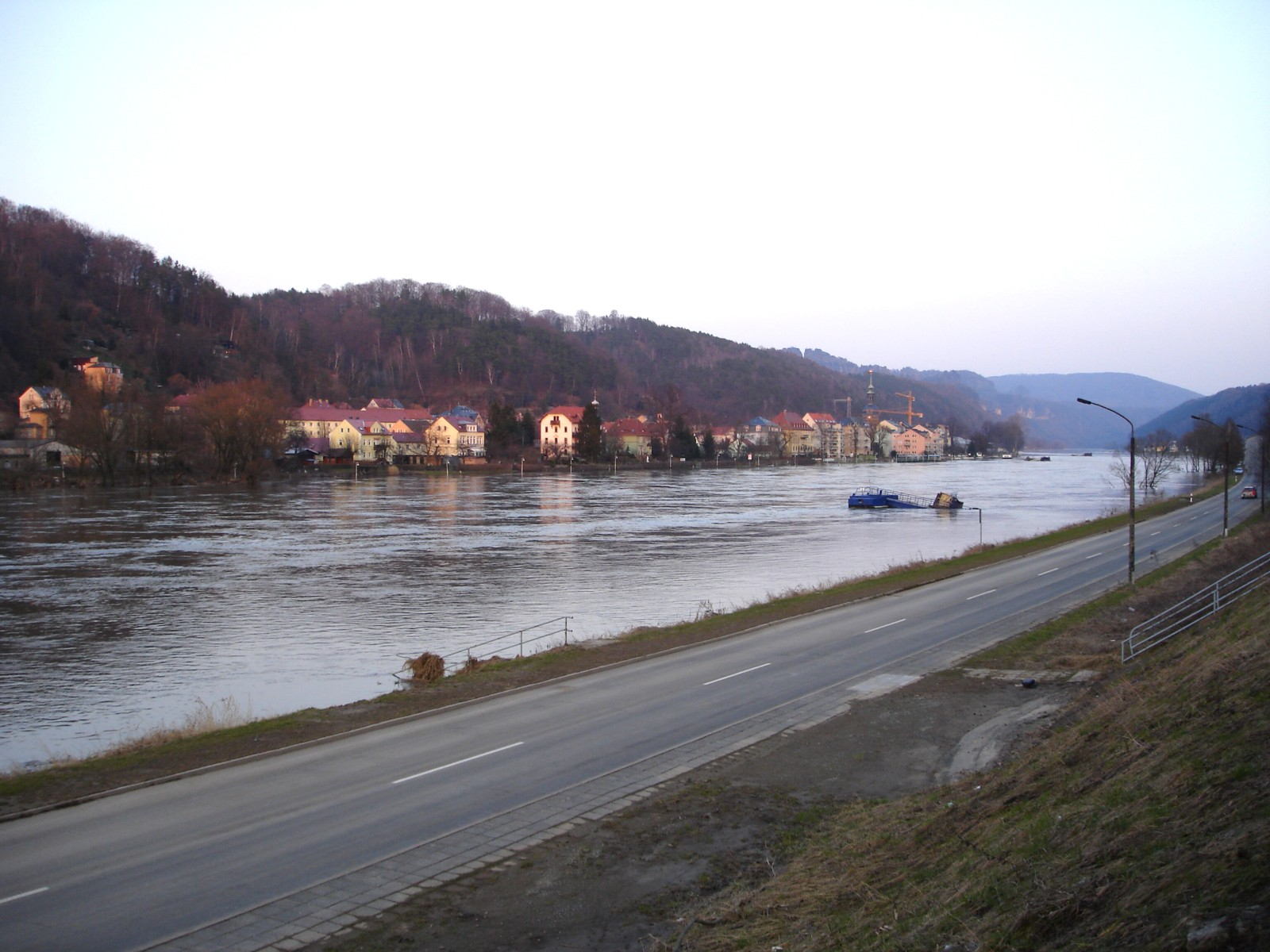
Elbe am Abend des 8. April in Bad Schandau – der Pegel ist dort schon um über einen Meter zurückgegangen.

Das Elbhochwasser im März und April 2006 gehörte fast am gesamten Flussverlauf zu den stärksten Hochwassern, die an der Elbe je gemessen wurden und unterscheidet sich insofern von den für die Elbe normalen Frühjahrshochwassern, die durch Tauwetter im Oberlauf ausgelöst werden. Betroffen waren unter anderem die tschechischen Zuflüsse Moldau und Eger, Teile der beiden Muldeflüsse und fast der gesamte Verlauf der Elbe von Hradec Králové (Königgrätz) über den tschechischen und sächsischen Oberlauf bis in den norddeutschen Mittel- und Unterlauf. Vor allem im unteren Mittellauf ist das Hochwasser mit dem Hochwasser von 2002 vergleichbar, durchlief den Flusslauf aber in einer viel längeren Flutwelle.
Anfang April wurden einige Städte wie das niedersächsische Hitzacker weitgehend überflutet. Die Marke der Jahrhundertflut von 2002 wurde an einigen Orten erreicht oder sogar übertroffen. In Lauenburg geschah dies bereits am 7. April.

## Ursache und Auslöser

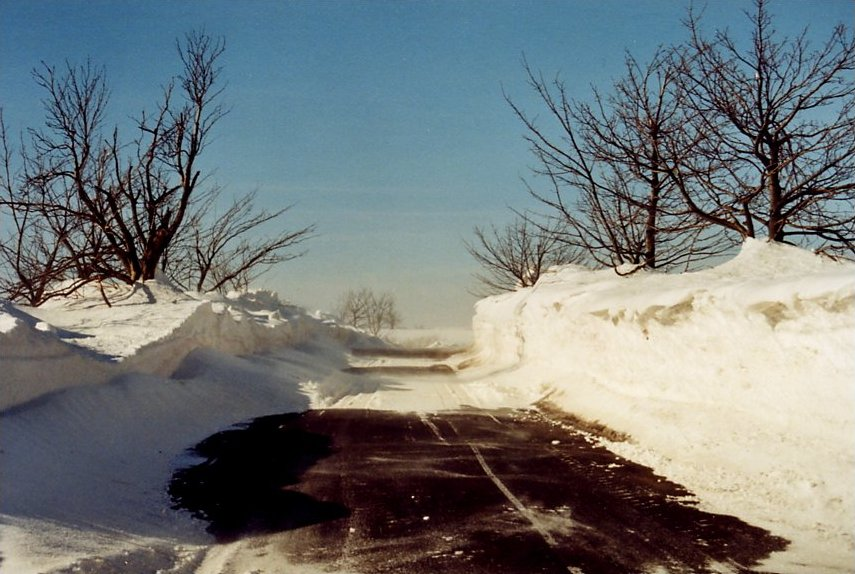
Schneehöhe im Osterzgebirge (bei Krásny Les, etwa 600 m ü. HN) im März 2006

Auslöser für das Hochwasser war starkes Tauwetter in den Mittelgebirgen am Oberlauf der Elbe. In den Kammlagen des Erzgebirges, Böhmischen Mittelgebirges sowie im Böhmerwald und Riesengebirge sammelten sich im gesamten Winter Schneehöhen bis über 1,5 Meter. Durch vorhergehende kurze Tauprozesse und die lange Liegezeit war der Schnee vergleichsweise stark komprimiert und wasserreich. Ende März kam es dann durch einen starken Temperatursprung und hohe Niederschläge zum raschen Abschmelzen der Schneemassen. Im Erzgebirge fiel der Niederschlag vergleichsweise niedrig aus, so dass es an den Nebengewässern der oberen Elbe zu keinem gefährlichen Hochwasser kam. Anfang März kam es an diesen Gewässern bereits zu Hochwassern, die durch Eisversatz gefährlicher wirkten. Starke Niederschläge fielen Ende März dann insbesondere im Süden Tschechiens und im zentralen Böhmischen Becken.
Für das starke Anschwellen des Flusses am unteren Mittellauf müssen weitere Ursachen gesucht werden. Zum einen wurden im südlichen Mittellauf, vor allem in Sachsen-Anhalt Deichanlagen erhöht und auf ganzen Strecken seit 2002 erneuert. Diese hielten der Elbe stand und verhinderten das Überschwemmen der Retentionsräume wie noch 2002. Einher geht dies mit ungünstiger Flussverbauung. Ein weiterer Grund für das Übersteigen der Hochwassermarke von 2002 nördlich von Magdeburg liegt in der gestreckten Flutwelle, die auf der mehrere hundert Kilometer langen Strecke von Niedersachsen bis zur Moldaumündung gleichzeitig die höchsten Alarmpegel auslöste. Im Mittellauf verringerte sich die Fließgeschwindigkeit, wodurch es zur Stauchung der Welle kam.

## Betroffene Gebiete

### Tschechien
Im südlichen Tschechien traten mehrere Nebenflüsse der Elbe über; große Gebiete mussten evakuiert werden. Auch die Elbe selbst stieg so hoch an, dass es zu Evakuierungen kam. In Tschechien kamen bei den Hochwassern der Flüsse mehrere Menschen ums Leben.

### Sachsen

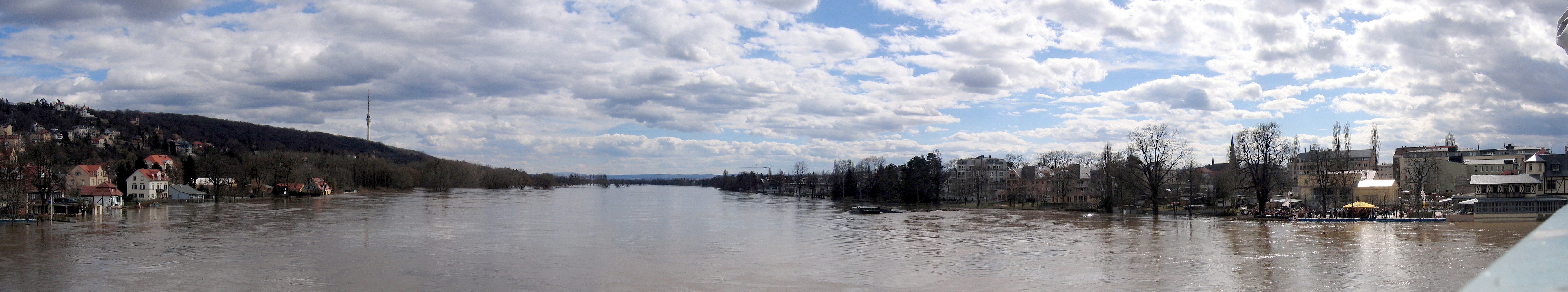
Elbhochwasser am 2. April, Panorama von der Brücke Blaues Wunder, stromaufwärts

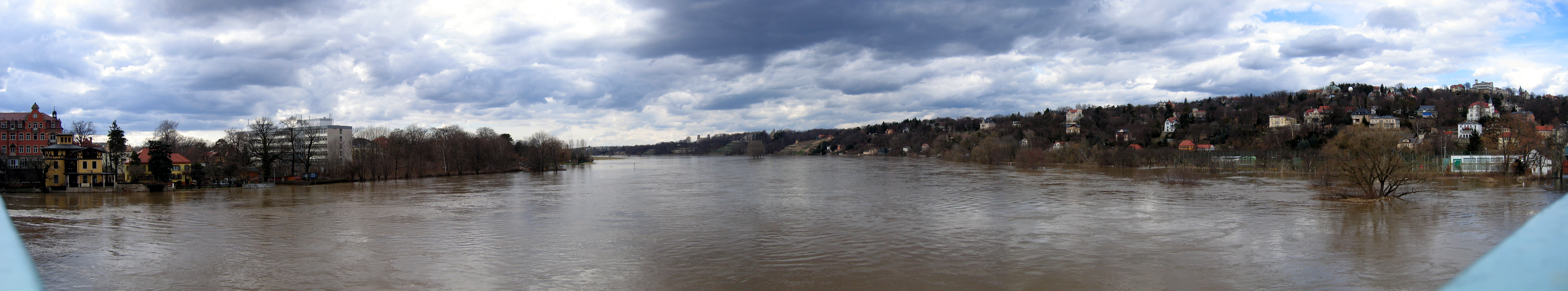
Elbhochwasser am 2. April, Panorama von der Brücke Blaues Wunder, stromabwärts

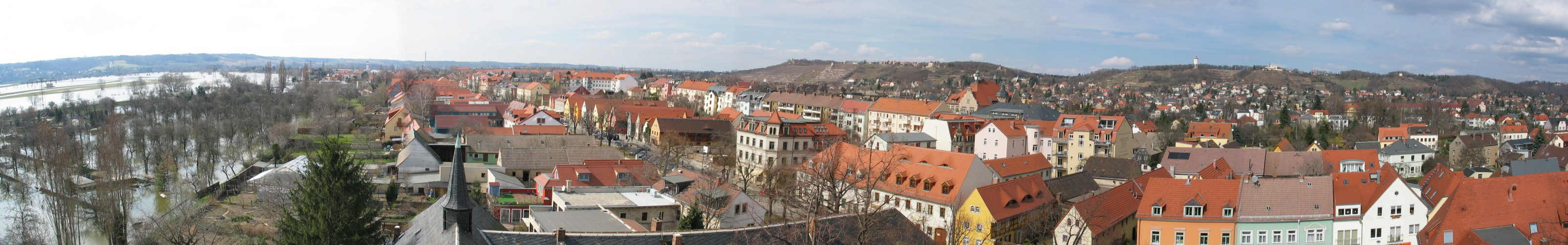
Elbhochwasser am 9. April, Panorama von Radebeul

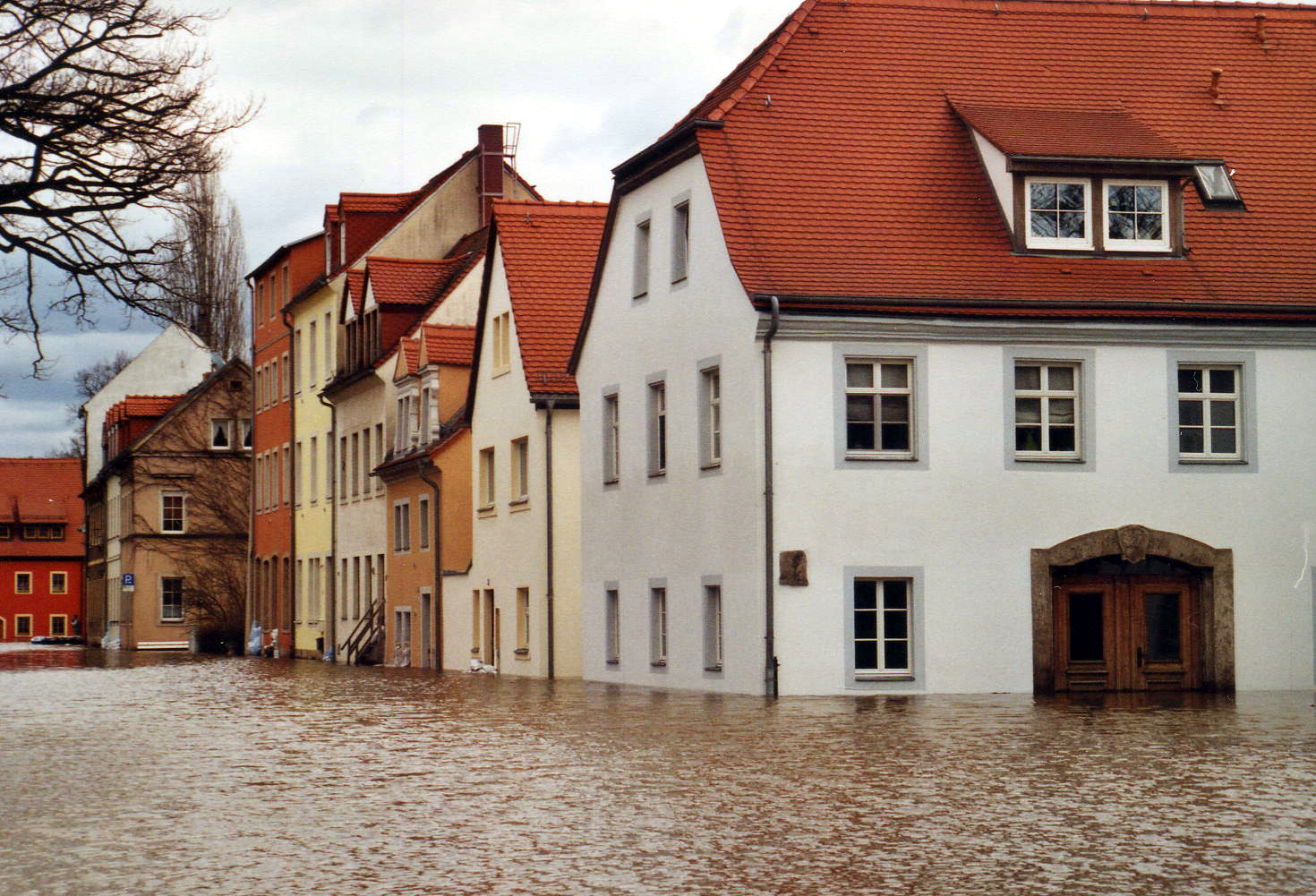
Die Elbe am Steinplatz in Pirna am 31. März 2006

Der sehr gestreckte Hochwasserscheitel passierte Sachsen zwischen dem 1. und 5. April. In Dresden lag der Pegel am 4. April mit 7,49 etwa 2 Meter unter dem Rekordpegel von 2002. Für einige Stadtteile Dresdens (Kleinzschachwitz, Pillnitz, Laubegast und Gohlis) musste genau wie für zahlreiche Gemeinden in den Landkreisen Sächsische Schweiz, Meißen und Torgau-Oschatz Katastrophenalarm ausgelöst werden. Abgesehen von Störungen im Straßenverkehr (Schließung von zahlreichen Uferstraßen und der Loschwitzer Brücke) war Dresden von dem Hochwasser wenig getroffen. Der Ortsteil Gohlis, dessen Deich bis 7,40 Meter ausgelegt ist, war am meisten gefährdet. Stärker als Dresden wurden die Städte Bad Schandau, Pirna und Meißen vom Hochwasser überschwemmt. In Dresden entstand der meiste Schaden durch überflutete Keller, wenngleich auch vereinzelt, wie in Zschieren, Häuser überschwemmt waren.
In Dresden lag der Pegel der Elbe noch am 18. April, also 2 Wochen nach dem Durchlaufen des Scheitelpunktes, mit fast 5 Metern mehr als doppelt so hoch wie normal und verblieb damit über Wochen im Pegelbereich des Hochwassers.

### Sachsen-Anhalt und Brandenburg
In Sachsen-Anhalt und Brandenburg hielten die Deiche dem Hochwasser stand. Nach dem Hochwasser 2002 wurden die Deichanlagen der Elbe vor allem in diesen beiden Ländern auf ganzen Strecken erneuert. Magdeburg konnte durch den Elbe-Umflutkanal entlastet werden.
In beiden Ländern wurde eher der lang gestreckte Hochwasserscheitel zur Bedrohung, weil dadurch zeitlich sehr lange hoher Druck auf die Deiche wirkte.

### Niedersachsen und Schleswig-Holstein

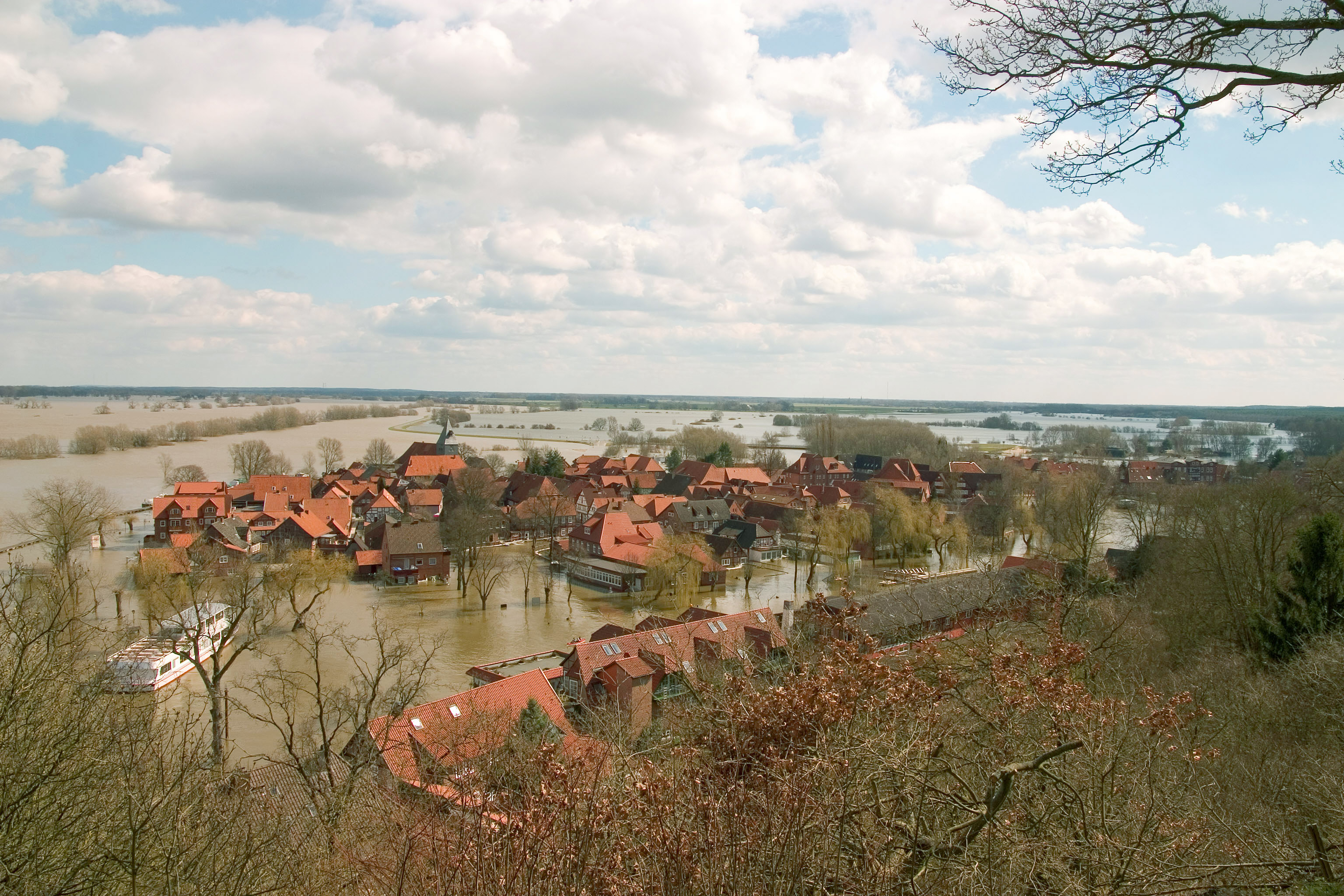
Durch das Hochwasser im April 2006 überflutete Altstadt von Hitzacker

In Niedersachsen wurde vor allem Hitzacker schwer überflutet. Dort stand das Wasser höher als noch 2002. Hitzacker ist durch keine Deiche geschützt und wurde so im gesamten Stadtkern überschwemmt.
Auch Teile der Altstadt von Lauenburg in Schleswig-Holstein wurden von der Elbe überschwemmt.